# Margaux Farrell
Margaux Isabelle Farrell (* 22. August 1990 in Allendale, New Jersey) ist eine ehemalige französische Schwimmerin. Sie erhielt bei Olympischen Spielen eine Bronzemedaille sowie bei Europameisterschaften eine Silbermedaille.

## Karriere
Die 1,83 Meter große Margaux Farrell schwamm in Frankreich für CN Antibes. Sie wuchs allerdings in den Vereinigten Staaten auf und besuchte die Amity High School. Von 2008 bis 2012 studierte sie an der Indiana University Bloomington und schwamm für deren Sportteam. 2016 machte sie ihren Master in Journalistik. 2018 wurde sie Moderatorin des Frühprogramms bei Fox61News in Connecticut.
Bei den Europameisterschaften 2010 in Budapest siegten in der 4-mal-200-Meter-Freistilstaffel die Ungarinnen mit zwei Zehntelsekunden Vorsprung vor Coralie Balmy, Ophélie-Cyrielle Étienne, Margaux Farrell und Camille Muffat. Zweieinhalb Sekunden hinter den Französinnen gewannen die Britinnen Bronze. Bei der Universiade 2011 in Shenzhen belegte Farrell den vierten Platz über 100 Meter Freistil und den fünften Platz über 200 Meter Freistil. Bei den Olympischen Spielen 2012 in London erreichte die französische 4-mal-200-Meter-Freistilstaffel mit Ophélie-Cyrielle Étienne, Margaux Farrell, Mylène Lazare und Camille Muffat die fünftschnellste Vorlaufzeit. Im Finale waren Muffat, Charlotte Bonnet, Étienne und Coralie Balmy über fünf Sekunden schneller als die Vorlaufstaffel und wurden Dritte hinter dem US-Team und den Australierinnen. Alle sechs beteiligten Französinnen erhielten eine Bronzemedaille. Mit Dekret vom 31. Dezember 2012 wurde Margaux Farrell für ihren olympischen Medaillengewinn als Ritter in den Ordre national du Mérite aufgenommen.